# Traian (Ialomița)
Traian es una comuna ubicada en el distrito de Ialomița, Rumania.

## Superficie
Cuenta con una superficie de 46,81 kilómetros cuadrados.

## Demografía
Hasta 2021 la población era de 3007 habitantes, con una densidad de población de 64,24 habitantes por kilómetro cuadrado.